# Берген (Вісконсин)
Берген (англ. Bergen) — місто (англ. town) в США, в окрузі Марафон штату Вісконсин. Населення — 740 осіб (2020).

## Демографія
Згідно з переписом 2010 року, у місті мешкала 641 особа в 250 домогосподарствах у складі 197 родин. Було 291 помешкання
Расовий склад населення:
| - 99,1 % — білих - 0,3 % — азіатів - 0,2 % — корінних американців - 0,2 % — чорних або афроамериканців |

До двох чи більше рас належало 0,3 %. Частка іспаномовних становила 0,6 % від усіх жителів.
За віковим діапазоном населення розподілялося таким чином: 21,5 % — особи молодші 18 років, 60,9 % — особи у віці 18—64 років, 17,6 % — особи у віці 65 років та старші. Медіана віку мешканця становила 45,0 року. На 100 осіб жіночої статі у місті припадало 110,2 чоловіків;  на 100 жінок у віці від 18 років та старших — 108,7 чоловіків також старших 18 років.
Середній дохід на одне домашнє господарство  становив 94 929 доларів США (медіана — 80 278), а середній дохід на одну сім'ю — 101 884 долари (медіана — 83 571). Медіана доходів становила 55 882 долари для чоловіків та 39 444 долари для жінок. За межею бідності перебувало 5,0 % осіб, у тому числі 5,8 % дітей у віці до 18 років та 5,6 % осіб у віці 65 років та старших.
Цивільне працевлаштоване населення становило 400 осіб. Основні галузі зайнятості: виробництво — 27,5 %, освіта, охорона здоров'я та соціальна допомога — 18,5 %, роздрібна торгівля — 8,3 %, транспорт — 7,5 %.